# WrestleMania XXVI
Vous lisez un « article de qualité » labellisé en 2014.
Cet article concerne la 26ème édition du pay-per-view WrestleMania. Pour toutes les autres éditions, voir WWE WrestleMania.
La 26e édition de WrestleMania est une manifestation de catch (lutte professionnelle) télédiffusée et visible uniquement en paiement à la séance. L'événement, produit par la World Wrestling Entertainment (WWE), a eu lieu le 28 mars 2010 à l’University of Phoenix Stadium de la ville de Glendale, en Arizona. Shawn Michaels, Triple H, John Cena, The Undertaker et Batista sont les vedettes de l'affiche officielle.
L'événement, qui était le premier WrestleMania à se dérouler en Arizona et la quatrième à se tenir à ciel ouvert, a mis en vedette des lutteurs des divisions Raw et SmackDown, créées en 2002 lors de la séparation du personnel de la WWE en deux promotions distinctes. WrestleMania XXVI fut la troisième plus coûteuse édition de WrestleMania, après la vingt-quatrième et la vingt-cinquième.
Dix matchs, dont trois mettant en jeu les titres de la fédération, ont été programmés. Chacun d'entre eux est déterminé par des storylines rédigées par les scénaristes de la WWE ; soit par des rivalités survenues avant le pay-per-view, soit par des matchs de qualification en cas de rencontre pour un championnat.
Le main event de la soirée est un Streak vs Career match, sans disqualification ni décompte extérieur, match où la série d'invincibilité de L'Undertaker était en jeu ainsi que la carrière de Shawn Michaels. La rencontre pour le championnat de la WWE oppose Batista à John Cena dans un match simple. La rencontre pour le championnat du monde Poids-Lourds de la WWE opposant deux anciens équipiers Edge à Chris Jericho dans un match simple. Enfin, Rey Mysterio affronte CM Punk dans un match où si Punk gagne, Mysterio rejoint la Straight-Edge Society (S.E.S.).
72 219 personnes ont réservé leur place pour assister au spectacle, tandis que 885 000 personnes ont suivi les rencontres en paiement à la séance, ou pay-per-view.

## Production

### Organisation du spectacle

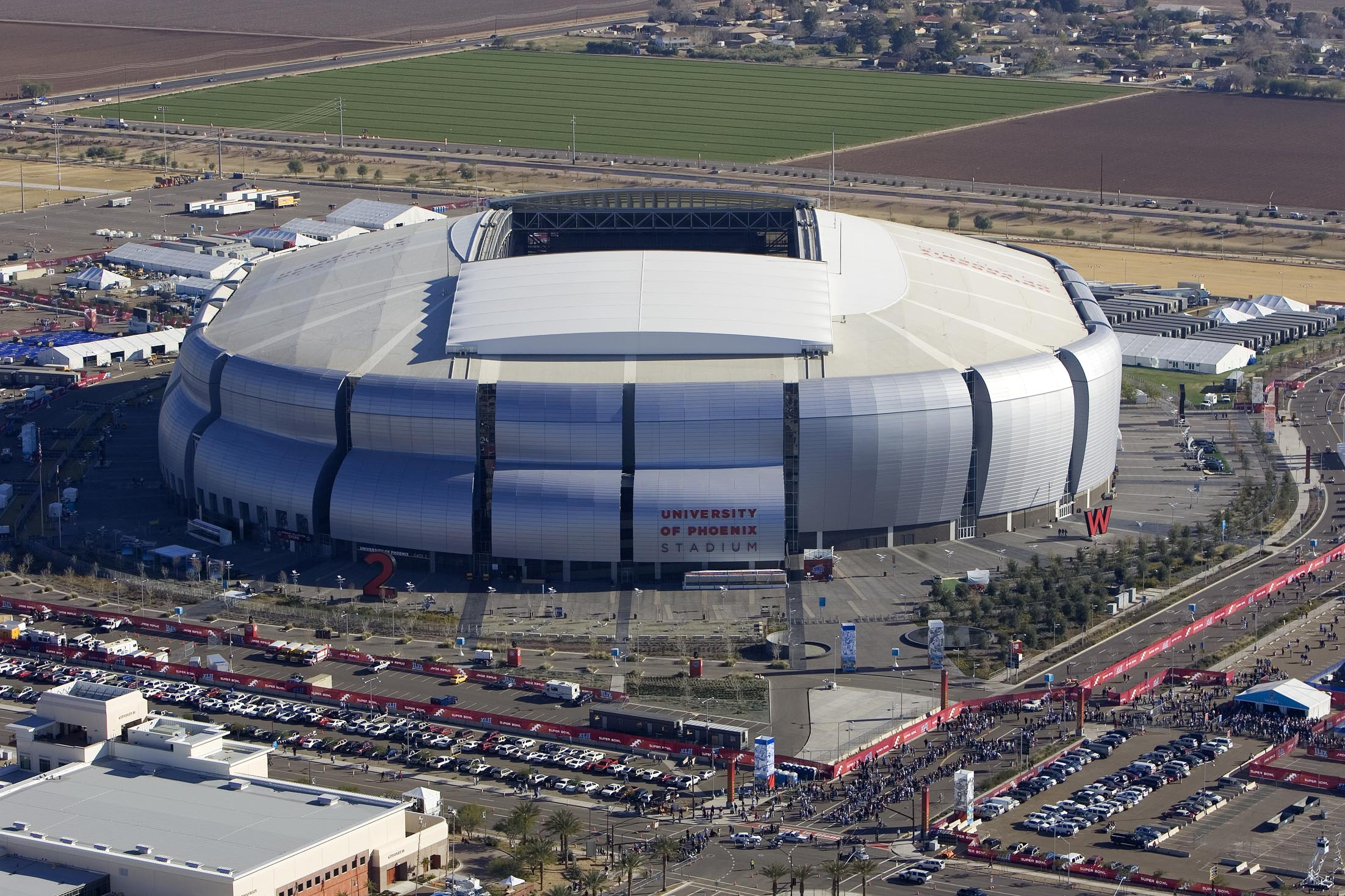
Avec le toit ouvert de l'University of Phoenix Stadium, WrestleMania XXVI était le troisième WrestleMania à se tenir dans un espace en plein air.

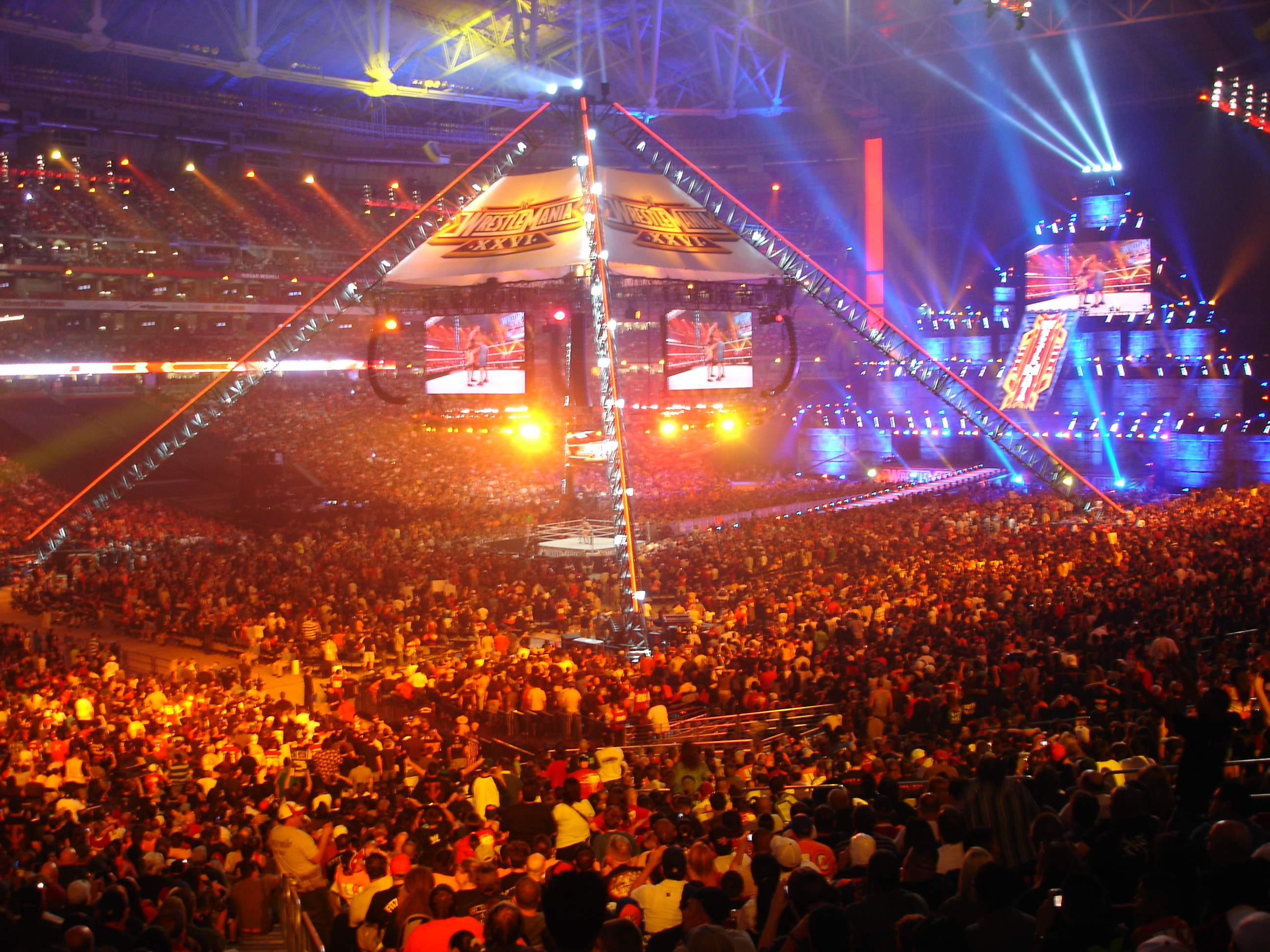
Une affluence record de 72219 spectateurs.

Global Spectrum, l'opérateur de l’University of Phoenix Stadium, avait travaillé depuis plusieurs années avec la WWE pour prévoir l'événement sur place. Le 18 janvier 2008, Global Spectrum a annoncé publiquement son intention d'accueillir WrestleMania en 2010.
Une conférence de presse s'est donc tenue le 24 février 2009 afin d'annoncer officiellement que WrestleMania XXVI se déroulerait à l'University of Phoenix Stadium, à Glendale. Les billets ont été mis en vente à partir du 7 novembre 2009.
Deux chansons du chanteur Kevin Rudolf ont été utilisées pour promouvoir l'événement. En novembre 2009, Welcome to the World a figuré dans les publicités sur la promotion de la date de la vente des billets. En janvier 2010, la WWE commençait à diffuser des annonces du compte à rebours de WrestleMania, mettant en vedette la chanson I Made It (Cash Money Heroes) (avec en featuring Birdman, Jay Sean et Lil Wayne). I Made It a été annoncé par la suite être le thème officiel pour WrestleMania XXVI. Le 26 février, à SmackDown!, il a été annoncé que Thunderstruck d'AC/DC sera aussi une chanson thème officielle de l'événement. Une troisième chanson officielle, Be Yourself d'Audioslave, a été confirmée le 9 mars. Ain't No Grave (Gonna Hold This Down Body) par Johnny Cash est également utilisé pour promouvoir l'événement.
Afin de promouvoir l'événement, John Cena, Shawn Michaels, Triple H, The Undertaker et Batista figurent sur l’affiche officielle promotionnelle. Les slogans de l’événement, tels que « Destruction in the Desert », « Gets All Fired Up » et « History will be made, will you be there? », donnaient des indications à propos du thème et de l’ambiance du spectacle. En effet, le toit de la l’University Phoenix Stadium sera ouvert pour l'événement, ce qui marque la quatrième fois dans l'histoire de WrestleMania, après WrestleMania IX, XIX et XXIV, que l'événement se tenait dans un lieu en plein air.
Enfin en marge du spectacle la Ring of Honor et la Dragon Gate USA font ce qu'on appelle une « invasion » en organisant des spectacles à Phoenix avant WrestleMania (bien sûr sans l'accord de la WWE),.

### Hall of Fame

Logo du WWE Hall of Fame.

Comme chaque année à WrestleMania, la World Wrestling Entertainment a honoré au sein de son temple de la renommée ou Hall of Fame des personnes ayant contribué à la fédération ou au catch en général. Sept personnes ont été intronisées en 2010, dont une femme (la quatrième à recevoir cette distinction). Six d'entre eux étaient des catcheurs, le dernier était une célébrité ayant joué un rôle à la WWE.
| Introduit (Véritable nom)              | Introduit par                     | Notes | Ref.   |
| -------------------------------------- | --------------------------------- | --- | ------ |
| « The Million Dollar Man » Ted DiBiase | Ted DiBiase, Jr. et Brett DiBiase | - 2 fois Champion National de la National Wrestling Alliance - 2 fois et premier Champion Million Dollar                                                                                                 | [ 13 ] |
| Antonio Inoki                          | Stan Hansen                       | - 1 fois Champion poids-lourds IWGP | [ 14 ] |
| Wendi Richter                          | Roddy Piper                       | - 2 fois Championne du Monde féminine par équipe de la National Wrestling Alliance | [ 15 ] |
| Mad Dog Vachon                         | Pat Patterson                     | - 5 fois Champion du Monde Poids-Lourds de la AWA. | [ 16 ] |
| "Gorgeous" George Wagner               | Dick Beyer                        | - Considéré comme l'un des principaux acteurs de l'établissement du catch à la télévision dans les années 1940 et 1950                                                                                   | [ 17 ] |
| Stu Hart                               | Bret Hart                         | - Fondateur de la Stampede Wrestling et directeur de cette dernière de 1948 à 1984 - Créateur du célèbre « donjon Hart », école de formation où ont été entraînés nombre de catcheurs désormais célèbres | [ 18 ] |
| Bob Uecker                             | Dick Ebersol                      | - Figure sportive ayant joué un rôle lors de WrestleMania III | [ 19 ] |

## Contexte
Les spectacles de la World Wrestling Entertainment en paiement à la séance sont constitués de matchs aux résultats prédéterminés par les scénaristes de la WWE. Ces rencontres sont justifiées par des storylines — une rivalité avec un catcheur, la plupart du temps — ou par des qualifications survenues dans les émissions de la WWE telles que Raw, SmackDown et Superstars. Tous les catcheurs possèdent un gimmick, c'est-à-dire qu'ils incarnent un personnage gentil ou méchant, qui évolue au fil des rencontres. Un pay-per-view comme WrestleMania est donc un événement tournant pour les différentes storylines en cours.

### Shawn Michaels contre The Undertaker

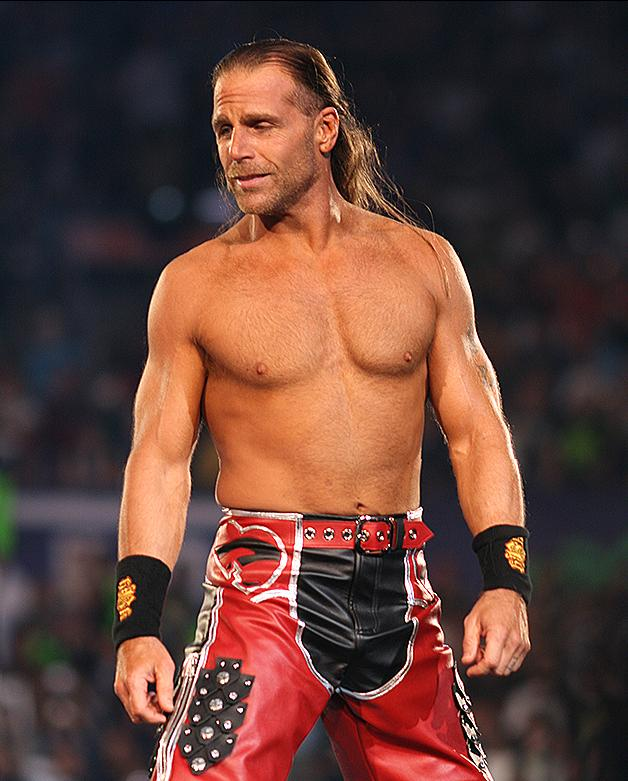
À WrestleMania XXVI, Shawn Michaels a mis sa carrière en jeu pour tenter pour la seconde fois de battre Undertaker à WrestleMania.

Lors de WrestleMania XXV, Shawn Michaels avait tenté en vain de battre The Undertaker pour mettre fin à sa série d'invincibilité à WrestleMania, qui par conséquent s'éleva à 17 victoires. Ce match a été élu « Match de l’Année » par le Wrestling Observer Newsletter. Ce match reçoit aussi de la part de la WWE le Slammy Award du « Match de l’Année ». Juste après avoir remporté cette dernière récompense, Michaels déclare dans son discours d'acceptation qu'il désire de nouveau affronter Undertaker à WrestleMania et le défie alors pour un match revanche.
Un mois plus tard, Undertaker, alors Champion du Monde poids-lourds, refuse ce match revanche, précisant que Michaels a déjà eu sa chance. Après avoir vainement tenté de remporter le Royal Rumble match (où il est éliminé par Batista) afin de pouvoir défier Undertaker pour le titre à WrestleMania, Michaels perd le lendemain son match de qualification pour l’Elimination Chamber match pour le championnat de la WWE lors du spectacle éponyme et perd le 8 février le Championnats Unifiés par équipe dont il était le détenteur avec Triple H face à ShowMiz (Big Show et The Miz).
Lors d’Elimination Chamber, Michaels entre illégalement dans l’Elimination Chamber Match où l'Undertaker tente de défendre son titre et effectue un Sweet Chin Music sur ce dernier, permettant ainsi à Chris Jericho de remporter le titre. La nuit suivante, Undertaker, libéré de ses obligations de champion, change d'avis et accepte la revanche, mais à une condition, que Michaels mette sa carrière en jeu. Michaels accepte, en ajoutant que s'il perd à nouveau à WrestleMania, il n'y a aucune raison pour qu’il continue sa carrière. Deux semaines plus tard, les deux lutteurs se mettent d’accord pour que le match n’ait pas de disqualification et de décompte à l’extérieur, afin de déterminer un gagnant.

### Chris Jericho contre Edge pour le Championnat du monde poids-lourds

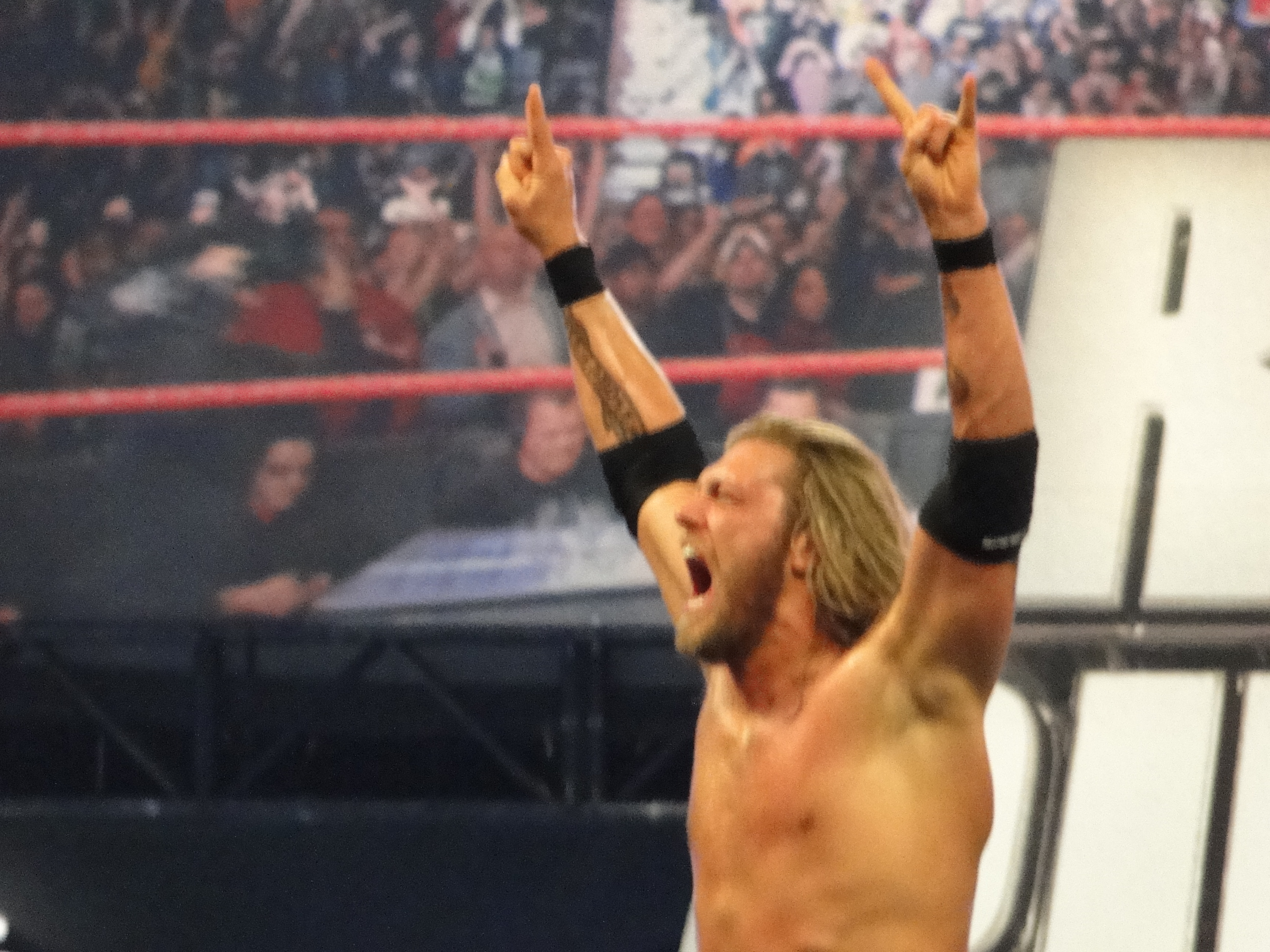
Edge après avoir remporté le Royal Rumble match.

En juin 2009 lors de The Bash, Edge et Chris Jericho deviennent champions unifiés par équipe de la WWE en battant The Colóns (Carlito et Primo Colón) et The Legacy (Cody Rhodes et Ted Dibiase) dans un Triple Threat Tag Team match. Le 3 juillet 2009, Edge se blesse au tendon d'Achille pendant son match face à Jeff Hardy. Le 26 juillet à Night of Champions, Edge étant blessé, Jericho choisit The Big Show comme équipier pour le remplacer. Pendant son absence, Jericho n'a cessé de se moquer de lui et de le mépriser.
Edge fait son retour surprise lors du Royal Rumble en janvier 2010 et remporte le Royal Rumble match ce qui lui donne le droit à un match pour un des titres majeurs de la fédération (championnat de la WWE ou le championnat du monde Poids-Lourds de la WWE).
À Elimination Chamber (dans un type de match éponyme), Chris Jericho devient le nouveau Champion du Monde poids-lourds en éliminant son ultime concurrent et alors champion The Undertaker (grâce à l'intervention de Shawn Michaels).
Lors du Raw suivant ce spectacle, Edge, qui, en remportant le Royal Rumble (2010), a pu choisir le champion qu'il souhaite affronter à WrestleMania (comme pour chaque gagnant de ce match annuel), et il annonce qu'il a choisi d'affronter Jericho pour le titre et se venger de ce dernier.

### Batista contre John Cena pour le Championnat de la WWE

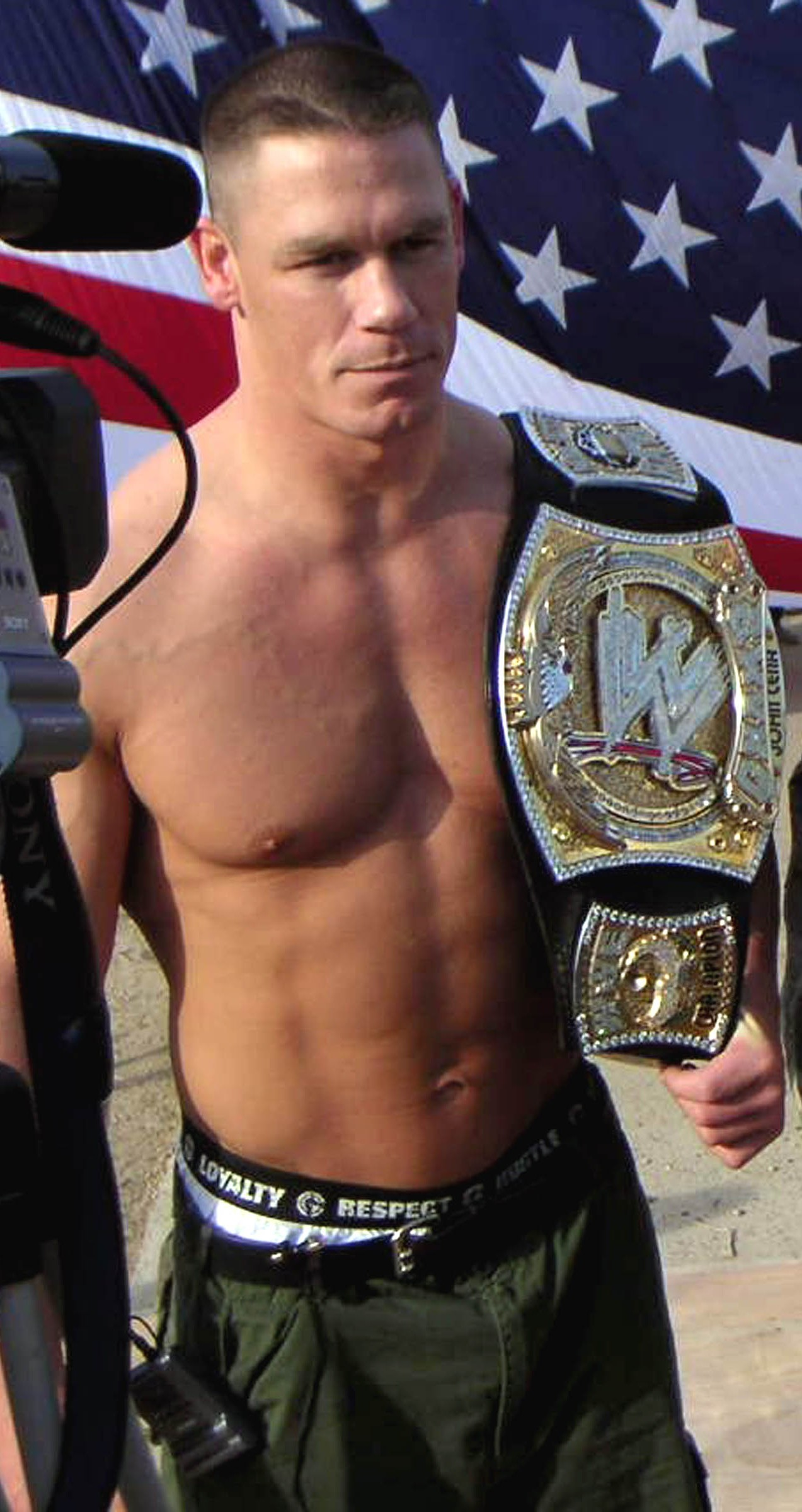
À WrestleMania, John Cena a remporté son 7e titre mondial en battant Batista.

Lors du pay-per-view Elimination Chamber, alors que John Cena vient de remporter le Championnat de la WWE en éliminant Triple H, en dernier Vince McMahon apparaît et annonce alors que, à cause du soutien que Cena accordait à Bret Hart dans sa rivalité avec McMahon (voir plus bas), McMahon offrait sur-le-champ un match pour le titre à Batista qui remporte le titre en battant rapidement Cena, fatigué par son match précédent.
Le 22 février à RAW, Cena parvient à obtenir un match revanche à WrestleMania en battant Batista par disqualification (en cas d'échec, ce serait Sheamus, qui avait perdu le titre à Elimination Chamber, qui aurait obtenu un match pour le titre à WrestleMania), ce dernier ayant perdu volontairement pour l'affronter.

### Bret Hart contre Mr. McMahon

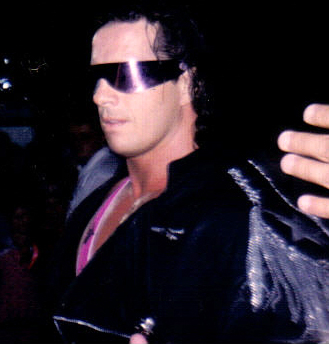
À WrestleMania, Bret Hart a affronté Vince McMahon dans son premier match à la WWE depuis 1997.

Le 4 janvier 2010, Bret Hart fait son retour à la WWE en tant qu'invité spécial. Après avoir pardonné à Shawn Michaels pour le Montréal Screwjob lors des Survivor Series 1997, il parle ensuite à Vince McMahon (le responsable direct des événements du Montréal Screwjob) en lui pardonnant également, mais, après que les deux hommes se sont serré la main, McMahon donna un coup de pied à Hart.
Lors du Raw du 1er février, Bret Hart revient, mais est de nouveau attaqué par McMahon (cette fois-ci assisté par Batista) qui lui crache au visage. À la suite d'un accident (scénaristique) la suite duquel la jambe de Hart est cassée, McMahon, après lui avoir assuré qu'il n'était en rien dans cet accident, lui propose de l'affronter malgré sa jambe cassée, ce que Hart accepte.
Le 15 mars, à Raw, Hart et McMahon signent le contrat officiel pour leur match. L'invité spécial de la soirée, Steve Austin, impose alors à McMahon de faire entrer Stu Hart (le père de Bret) au Hall of Fame, ce que McMahon avait proposé le 4 janvier avant de revenir sur sa décision.
Le même soir, le match prévu devient officiellement un No Holds Barred (sans disqualification ni décompte extérieur). Après la signature, Hart révèle que son accident était une mise en scène et que sa jambe est en parfait état (McMahon n'aurait pas accepté le match s'il n'avait pas été certain d'avoir un avantage certain sur Hart), avant de frapper McMahon avec le plâtre qu'il a enlevé.

### ShowMiz contre John Morrison & R-Truth pour les Championnats Unifiés par équipe de la WWE

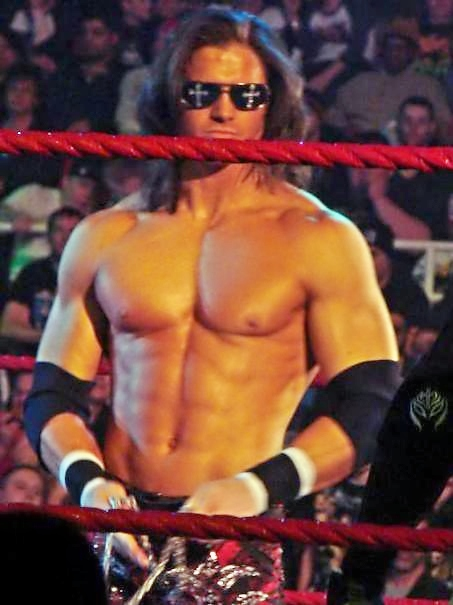
John Morrison, l'équipier de R-Truth.

Le 8 février, The Miz et The Big Show s'emparent des Championnats par équipe Unifiés en battant les champions D-Generation X (Triple H et Shawn Michaels) ainsi que la Straight Edge Society (CM Punk et Luke Gallows) dans un Triple Threat Elimination tag team match, leur alliance prenant ensuite le nom de « ShowMiz ».
Le 5 mars, l'alliance entre John Morrison et R-Truth continue, ils deviennent les challengers pour le titre en battant Cryme Tyme et The Hart Dynasty dans un Triple Threat tag team match, devenant donc les futurs adversaires de ShowMiz à WrestleMania.

### Triple H contre Sheamus
Au pay-per-view Elimination Chamber, le Champion de la WWE Sheamus est éliminé par Triple H, qui lui fait alors perdre son titre (cependant ce n'est pas Triple H qui remporta le titre).
Le 1er mars à Raw, alors que D-Generation X vient de perdre contre ShowMiz pour le Championnat par équipe Unifié de la WWE, Sheamus attaque Triple H (après que son partenaire Shawn Michaels a quitté le ring). La semaine suivante, Sheamus demande à Triple H de l'affronter à WrestleMania XXVI, match que Triple H accepte.

### Randy Orton contre Cody Rhodes contre Ted DiBiase

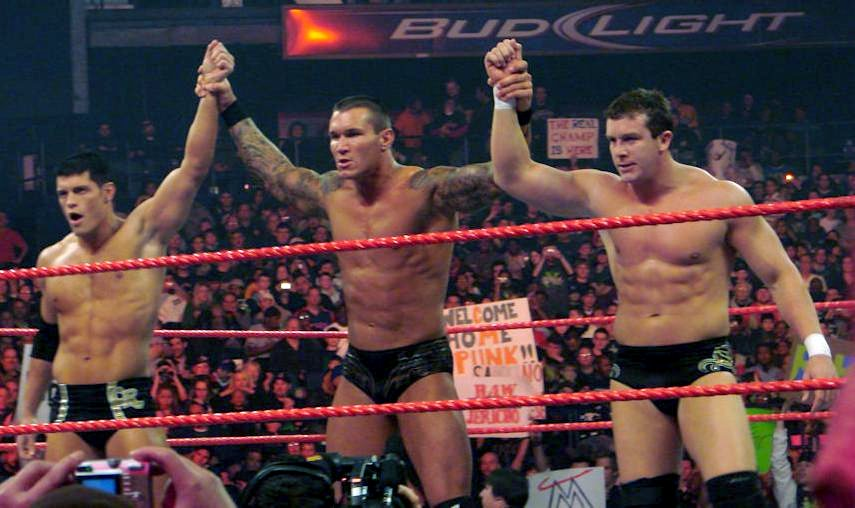
The Legacy (Randy Orton, Cody Rhodes et Ted DiBiase) pendant qu'ils étaient en équipe.

Après plusieurs discordes entre les membres de l'équipe de la Legacy (Randy Orton, Cody Rhodes et Ted DiBiase), Rhodes fait involontairement perdre à Orton lors du Royal Rumble pendant son match pour le Championnat de la WWE face à Sheamus en intervenant (Orton a été disqualifié). Orton attaque alors Rhodes, puis DiBiase vient les séparer.
Lors de l’Elimination Chamber pour le Championnat de la WWE (lors du spectacle du même nom), après qu'Orton et DiBiase (tous deux participant au match) se sont temporairement alliés, DiBiase trahit Orton et cause son élimination, ce qui sépare définitivement l'équipe (Rhodes étant du côté de DiBiase). Après plusieurs affrontements d'Orton contre l'un ou l'autre (ou les deux dans des matchs par équipe ou handicap), la WWE annonce le 15 mars que les trois hommes se feront face dans un Triple Threat match à WrestleMania.

### CM Punk contre Rey Mysterio
Après plusieurs semaines de rivalité et de matchs entre Rey Mysterio et CM Punk, le 12 mars, Rey Mysterio vient sur le ring avec sa famille pour fêter l'anniversaire de sa fille. Punk (accompagné de Luke Gallows et Serena) fait son entrée et défie Mysterio pour WrestleMania. Ce dernier quitte le ring avec sa famille, et la semaine suivante, perd contre Gallows, ce qui impliquait qu'en cas de défaite à WrestleMania, il doive rejoindre la Straight Edge Society (en cas de victoire de Mysterio, le match à WrestleMania aurait été un Street Fight Match).

### Money in the Bank Ladder Match

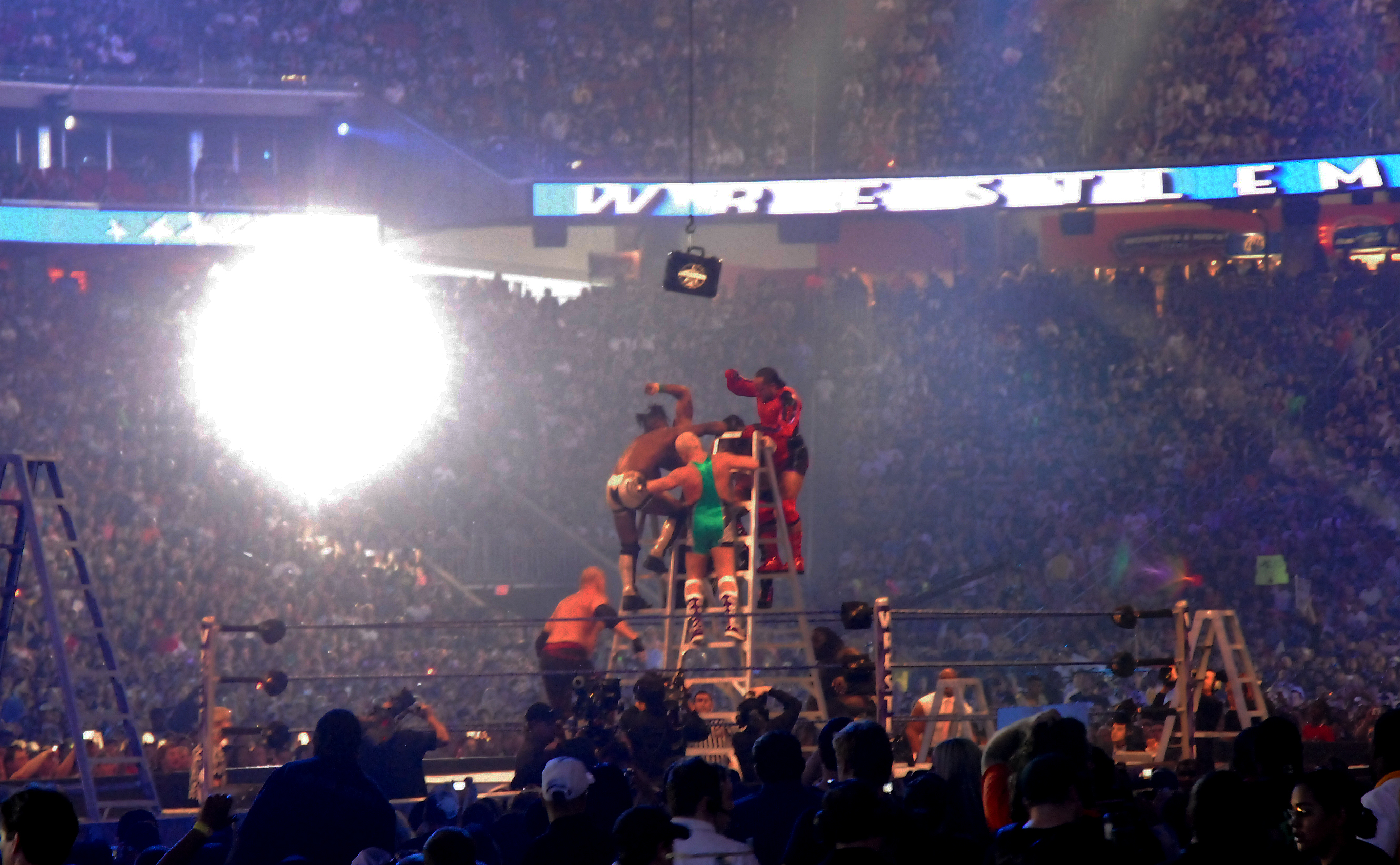
Money in the Bank Ladder Match de WrestleMania XXV.

Le 22 février à Raw, la WWE annonce la sixième édition du Money in the Bank ladder match, qui comme les années précédentes, opposerait à WrestleMania huit catcheurs pour tenter de récupérer la mallette dénommée Money in the Bank, qui permet à son possesseur d'obtenir un match pour le titre de son choix quand il veut et contre qui il veut pour une durée d'1 an. Il sera annoncé plus tard que le match opposerait neuf catcheurs, puis la WWE annoncera que finalement il y aura dix participants.
Finalement, cinq catcheurs de Raw et cinq de Smackdown se sont qualifiés pour le match.
Il est à noter que Drew McIntyre a eu plusieurs chances pour se qualifier (d'un point de vue scénaristique, il les a obtenues grâce à son alliance avec Vince McMahon) et que, lors de sa troisième tentative, son titre intercontinental de la WWE était aussi en jeu.

## Déroulement du spectacle

### Avant-spectacle
Un dark match (match non-télévisé) a été prévu avant l'événement, incluant vingt-six catcheurs n'ayant pas de match prévu pendant ce pay-per-view, pour une bataille royale (le but est d'éliminer ses adversaires en les faisant tomber du ring après qu'ils sont passés par-dessus la troisième corde). Les quatre derniers hommes de ce match sont Yoshi Tatsu, Zack Ryder, Finlay et Mike Knox. Finlay et Knox se font éliminer par Ryder qui est éliminé par Tatsu qui remporte la bataille royale,.

### Matchs préliminaires

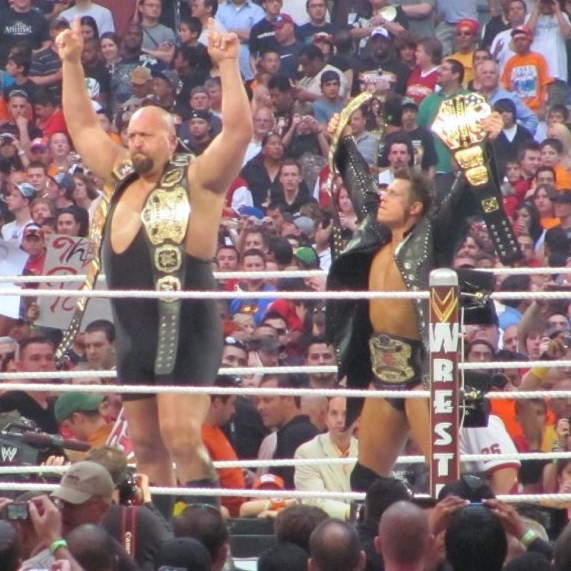
ShowMiz, juste avant la défense réussie de leurs titres à WM XXVI.

L’événement débute officiellement quand Fantasia Barrino chante l'hymne America the Beautiful. La retransmission télévisuelle commence donc au début de la chanson.
Le premier match est le match en équipe pour le Championnat par équipe Unifié, qui oppose les champions The Big Show et The Miz et leurs challengeurs R-Truth et John Morrison. Les champions conservent leurs titres après que Big Show a porté sa prise de finition (le KO Punch) sur Morrison et a effectué le tombé.

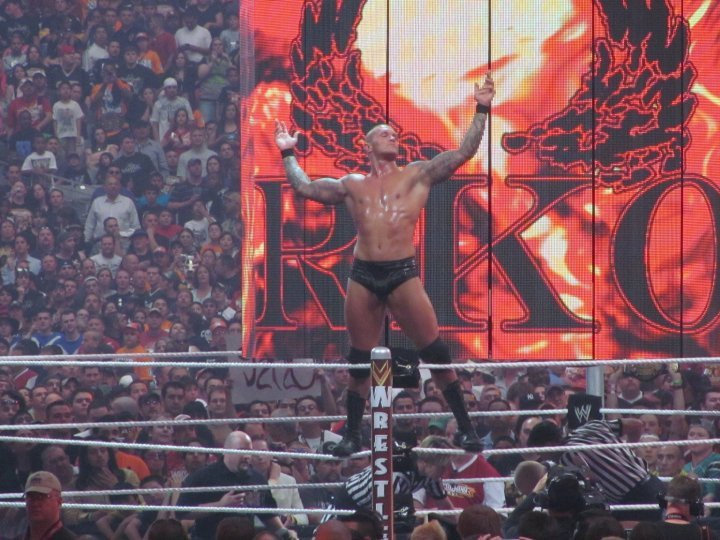
Randy Orton juste après sa victoire sur Rhodes et Dibiase.

Le deuxième match est le Triple Threat Match qui oppose Randy Orton à ses deux anciens partenaires de The Legacy, Cody Rhodes et Ted DiBiase. Après que DiBiase et Rhodes se sont temporairement alliés contre Orton, leur alliance prend fin et ils commencent à se battre tous les deux. Après qu'Orton est revenu dans le match, il porte à Rhodes un Punt Kick et remporte la victoire en contrant le Dream Street de DiBiase pour lui porter un RKO et effectuer le tombé sur lui,.

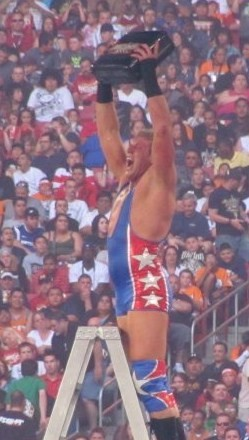
Jack Swagger juste après sa victoire lors du Money in the Bank ladder match. Il a triomphé de neuf autres adversaires, un record pour ce match annuel.

Le troisième match est le traditionnel Money in the Bank ladder match, qui oppose pour la première fois dix catcheurs : Kane, Christian, MVP, Jack Swagger, Dolph Ziggler, Shelton Benjamin, Matt Hardy, Evan Bourne, Drew McIntyre et Kofi Kingston. Le match dure plus de vingt minutes. Il est notamment marqué par le Shooting Star Press de Bourne sur Christian depuis une échelle et par la tentative de Kofi Kingston de décrocher la mallette en se servant des deux parties d'une échelle cassée comme d'échasses. À la fin du match, le décrochage de la mallette se joue entre Christian et Swagger. Ce dernier fait tomber Christian de l'échelle en lui assénant un coup avec la valise, et la décroche pour remporter la victoire,.
Par la suite, les intronisés de 2010 au WWE Hall of Fame sont venus saluer le public et un hommage leur a été rendu par le public. Dans le match suivant, Triple H bat Sheamus dans un match simple en effectuant le tombé après un Pedigree,.
Le cinquième match de la soirée est un match simple entre CM Punk et Rey Mysterio, avec pour stipulation spéciale qu'en cas de défaite, Mysterio devrait rejoindre la Straight Edge Society, le clan de Punk. Punk fait son entrée avec ses deux managers, Luke Gallows et Serena, tandis que Mysterio, à l'instar de l'année précédente où il s'était habillé en Joker, était déguisé en Na’vi, une espèce fictive tirée du film Avatar. Malgré les attaques des managers de Punk durant le match, Mysterio remporte le match en effectuant le tombé après un 619 suivi d'un Springboard Splash,.

### Matchs principaux (main events)
Le match suivant devait être un No Holds Barred Match simple entre Bret Hart et Mr. McMahon, mais ce dernier décide peu avant le début du match de rajouter (en plus du No Holds Barred) la stipulation du Lumberjack Match (des catcheurs aux abords du ring peuvent attaquer les catcheurs qui en sortent), en désignant comme bûcherons les trois membres de la Hart Dynasty : Tyson Kidd, David Hart Smith et Natalya, tous trois membres de la famille de Hart. Le frère de Bret Hart, Bruce, est également venu dans le match en tant qu'arbitre.

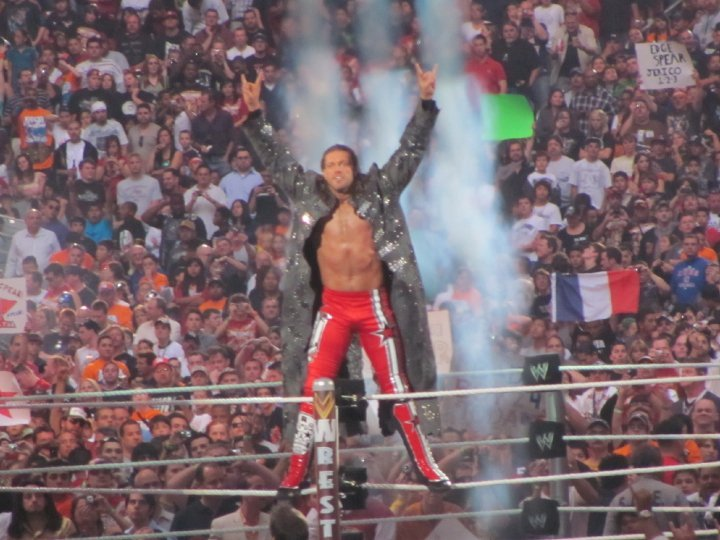
Edge lors de son entrée. Lors de son match, il a échoué dans sa tentative de s'emparer du Championnat du Monde poids-lourds.

Après le début du match, Bret Hart annonce au micro qu'il est en réalité l'allié de la Hart Dynasty (qui effectue alors un face turn). Ces derniers s'en prennent alors à McMahon (Natalya lui donne une gifle, tandis que les deux autres lui portent sur le sol et depuis le coin du ring leur prise de finition par équipe, la Springboard Hart Attack). Bret remporte ensuite le match en faisant abandonner McMahon dans le ring avec sa prise de finition, le Sharpshooter, après de nombreux coups de chaise,.
Le septième match de la soirée est celui pour le Championnat du Monde poids-lourds de la WWE, opposant le champion en titre Chris Jericho à Edge. Durant le match, Edge subit plusieurs fois les prises de finition de Chris Jericho, le Codebreaker et le Walls of Jericho, tandis que Jericho subit plusieurs Edgecution (dont un depuis la troisième corde). Chris Jericho gagne finalement par tombé après un coup de ceinture sur la tête de Edge à la suite d'un ultime Codebreaker (l'arbitre avait pris un coup de coude d'Edge, qui ne l'avait pas fait exprès et Chris Jericho en a profité). Après le match, Edge a porté à Jericho un Spear depuis la table des commentateurs et tous les deux ont cassé une barrière de sécurité.
Le match qui suit est le match par équipe féminin à 5 contre 5 : il oppose Mickie James, Beth Phoenix, Gail Kim, Kelly Kelly et Eve Torres à Michelle McCool (la Championne féminine de la WWE), Maryse (la championne des Divas de la WWE), Layla, Alicia Fox et Vickie Guerrero. C'est cette dernière qui commence le match face à Kelly, qui la domine rapidement. L'équipe de Mickie James effectue plusieurs changements et attaquent Guerrero tour à tour. Après que Kelly (redevenue la participante officielle) a effectué sa prise de finition, le Kelly Kick, le combat dégénère (toutes les autres participantes entrent sur le ring et effectuent tour à tour les unes sur les autres leurs prises de finition respectives) jusqu'à ce que Vickie Guerrero et Michelle McCool soient les seules encore debout sur le ring (à la suite du Big Foot de McCool sur Phoenix). Guerrero donne la victoire à son équipe en effectuant le tombé sur Kelly après un Frog splash (qui était par ailleurs la prise de finition de son défunt mari Eddie Guerrero),.

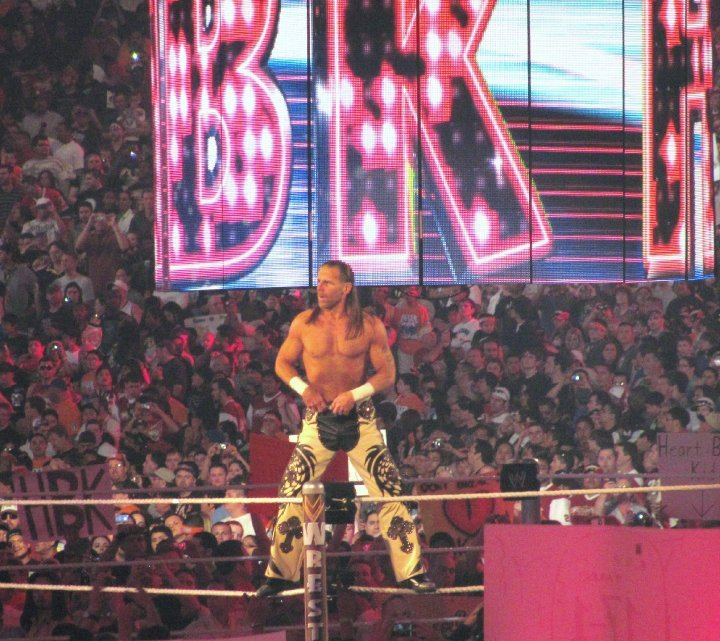
Shawn Michaels pendant son entrée, juste avant son match à WM XXVI contre Undertaker.

L'avant-dernier match de championnat de la soirée a pour enjeu le Championnat de la WWE et oppose le champion Batista au précédent champion et challenger no 1 John Cena, qui fait son entrée au milieu de figurants déguisés en soldats de l'US Air Force (conformément à son gimmick de patriote américain). Durant le match, ce dernier effectue son Attitude Adjustement en tentant ensuite sans succès le tombé, tandis que Batista lui porte un Spinebuster, un Spear et une Batista Bomb. Cena remporte le match par soumission, en faisant abandonner Batista avec le STF,.
Le dixième et dernier match télédiffusé de la soirée est le match revanche de WrestleMania XXV qui opposait The Undertaker à Shawn Michaels, le premier mettant en jeu sa longue série d'invincibilité de 17 victoires et le deuxième mettant sa carrière en jeu. Durant le match, Undertaker effectue au total trois Tombstone Piledriver (dont un à l'extérieur du ring et un autre effectué avec un léger saut), deux Chokeslam, un Last Ride et un Hell's Gate, tandis que Michaels lui porte trois Sweet Chin Music et un Moonsault depuis la troisième corde sur la table des commentateurs américains, retombant sur les jambes du Deadman. The Undertaker remporte le match au terme d'environ 25 minutes de combat sur un Tombstone Pliedriver porté en sautant, mettant fin à la carrière de Shawn Michaels et amenant sa série d'invincibilité à 18 victoires,. Après la fin du match, l'Undertaker aide Michaels à se relever et le serre dans ses bras. Ce dernier, après avoir salué la foule qui l'acclame, quitte la salle en versant quelques larmes (il a aussi ajouté que ses enfants seraient sûrement fous dans trois semaines, à force de l'avoir tout le temps sur le dos).

## Tableau des résultats
| #                                                                | Match | Stipulation | Temps |
| ---------------------------------------------------------------- | --- | --- | ----- |
| Dark                                                             | Yoshi Tatsu gagne en éliminant en dernier Zack Ryder. | Bataille Royale à 26 participants                                                                                                   | 08:31 |
| 1                                                                | ShowMiz (The Big Show et The Miz) (c) battent John Morrison et R-Truth | Tag Team match pour le Championnat Unifié par équipe de la WWE                                                                      | 03:24 |
| 2                                                                | Randy Orton bat Ted DiBiase et Cody Rhodes | Triple Threat match | 09:01 |
| 3                                                                | Jack Swagger bat Christian, Dolph Ziggler, Kofi Kingston, Evan Bourne, Matt Hardy, MVP, Shelton Benjamin, Drew McIntyre et Kane                                           | Money in the Bank ladder match | 13:40 |
| 4                                                                | Triple H bat Sheamus | Match simple | 12:09 |
| 5                                                                | Rey Mysterio bat CM Punk (avec Luke Gallows et Serena) | Match simple (Si Rey Mysterio perd, il rejoint la Straight Edge Society)                                                            | 06:30 |
| 6                                                                | Bret Hart bat Mr. McMahon | No Holds Barred Lumberjack match | 11:09 |
| 7                                                                | Chris Jericho (c) bat Edge | Match simple pour le Championnat du Monde poids-lourd de la WWE                                                                     | 15:48 |
| 8                                                                | Michelle McCool (women's champion), Layla, Maryse (Divas champion), Alicia Fox et Vickie Guerrero battent Eve Torres, Beth Phoenix, Kelly Kelly, Mickie James et Gail Kim | 10-Divas Tag Team match | 03:26 |
| 9                                                                | John Cena bat Batista (c) | Match simple pour le Championnat de la WWE                                                                                          | 13:31 |
| 10                                                               | The Undertaker bat Shawn Michaels | Streak vs Career match No Holds Barred Match - La série d’invincibilité d’Undertaker à WrestleMania contre la carrière de Michaels. | 25:59 |
| (c) désigne le(s) champion(s) défendant son titre dans le match. | | |       |

### Bataille royale
| Ordre d'élimination | Nom              | Éliminé par                                                                |
| ------------------- | ---------------- | -------------------------------------------------------------------------- |
| 1                   | Primo            | Archer                                                                     |
| 2                   | Slam Master J    | Knox                                                                       |
| 3                   | Trent Barreta    | Henry                                                                      |
| 4                   | Caylen Croft     | Henry                                                                      |
| 5                   | Chavo Guerrero   | Henry                                                                      |
| 6                   | Mark Henry       | Khali                                                                      |
| 7                   | The Great Khali  | Gaspard, Archer, Ryder, Masters, Knox, Carlito, Gallows, Tatsu, JTG & Naki |
| 8                   | Luke Gallows     | Gaspard et JTG                                                             |
| 9                   | JTG              | Gaspard                                                                    |
| 10                  | Chris Masters    | Archer                                                                     |
| 11                  | Tyson Kidd       | Kozlov                                                                     |
| 12                  | David Hart Smith | Kozlov                                                                     |
| 13                  | Vladimir Kozlov  | Archer et Reks                                                             |
| 14                  | Kung Fu Naki     | Knox                                                                       |
| 15                  | Goldust          | Knox                                                                       |
| 16                  | Shad Gaspard     | Regal                                                                      |
| 17                  | William Regal    | Finlay                                                                     |
| 18                  | Tyler Reks       | Ryder et Archer                                                            |
| 19                  | Santino Marella  | Finlay                                                                     |
| 20                  | Jimmy Wang Yang  | Archer                                                                     |
| 21                  | Vance Archer     | Tatsu                                                                      |
| 22                  | Carlito          | Finlay                                                                     |
| 23                  | Mike Knox        | Ryder                                                                      |
| 24                  | Finlay           | Ryder                                                                      |
| 25                  | Zack Ryder       | Tatsu                                                                      |
| Vainqueur           | Yoshi Tatsu      | -                                                                          |

## Conséquences
Le Raw suivant WrestleMania, Shawn Michaels donne un discours d'adieu après avoir perdu son match face à l'Undertaker. Durant l'épisode, de nombreuses vignettes retracent sa carrière. Dans son discours, Shawn a remercié tous les fans et plus particulièrement Vince McMahon, Bret Hart et Triple H de l'avoir soutenu tout au long de sa carrière. L'Undertaker a également fait une apparition en le saluant.
Avant le discours de Shawn Michaels, Triple H lui a déclaré combien il allait lui manquer et a rappelé tous les bons moments qu'ils avaient eu ensemble. Avant qu'il ne puisse continuer, il est attaqué par Sheamus. Par la suite, un autre match est mis en place entre les deux dans un Street Fight à Extreme Rules. Non seulement Sheamus gagne ce match, mais il a également mis Triple H inapte à catcher après le Brogue Kick sur ce dernier. Cette blessure était en fait une mise en scène car Triple H devait se soigner d'une blessure à la nuque qui datait de 2005 et qui s'est aggravé,.
La rivalité entre John Cena et Batista continue par la suite car Batista, après son match à WrestleMania, exige d'obtenir un match revanche pour le Championnat de la WWE. Il utilise sa clause de match revanche à Extreme Rules dans un Last Man Standing match. John Cena sort une nouvelle fois victorieux après avoir accroché les jambes de Batista avec du ruban adhésif. Les deux s'affrontent une dernière fois lors d'Over the Limit dans un « I Quit » match, et après lui avoir fait crier « I Quit! », Cena lui fait son Attitude Adjustment du haut d'une automobile. La nuit suivante à Raw, Batista, blessé, annonce qu'il quitte la WWE.
L'épisode de SmackDown suivant WrestleMania, Chris Jericho, sorti vainqueur, se vante d'avoir battu Edge, bien qu'il se soit blessé aux côtes. Au milieu de son discours, Edge l'attaque de nouveau et lui porte un Spear. Par la suite, Jack Swagger est venu de derrière frapper Edge avec la mallette de Money in the Bank qu'il avait gagnée à WrestleMania. Il a ensuite encaissé sa mallette pour le Championnat du Monde poids-lourds de la WWE sur Jericho, lui fait un Gutwrench Powerbomb et remportant ainsi le titre. La semaine suivante, Jericho et Edge s'affrontent pour déterminer le nouveau challenger no 1 au Championnat du Monde poids-lourds de la WWE détenu par Swagger, ce match se finit en Double décompte à l'extérieur. Lors du Raw du 12 avril, le guest-host (invité) David Hasselhoff annonce que Randy Orton affrontera Swagger à Extreme Rules. À la suite de cette annonce, lors du Smackdown du 16 avril, Edge et Jericho se disent arnaqués, Teddy Long apparaît et déclare qu'il y aura un match pour le titre contre Swagger. Par la suite, un match est annoncé entre Jericho et Edge sur le site internet de la WWE à Extreme Rules, match qu'Edge gagne.
Lors du SmackDown du 2 avril, CM Punk défait Rey Mysterio dans un match où ses cheveux seraient en jeu. La semaine suivante alors que Punk était sur le point de raser de force Darren Young, Mysterio intervient, sauve Young et dit à Punk qu'il accepte le match. Lors d'Extreme Rules, CM Punk gagne contre Rey Mysterio grâce à un homme masqué (Joseph Mercury). Lors du Smackdown du 7 mai, après le match entre MVP et Luke Gallows, Rey Mysterio propose un match où la stipulation serait un Straight Edge Society Pledge vs. Hair match (si Punk perd, ses cheveux sont rasés et si c'est Mysterio, il rejoint la S.E.S). Lors de ce pay-per-view, Punk perd de nouveau mais l'homme masqué vient pour menotter le luchador mais Triple H intervient pour sauver ce dernier et CM Punk se fait raser la tête.

## Accueil et critiques
WrestleMania XXVI a reçu un bilan mitigé des critiques. Le journal britannique The Sun fait l'éloge du main event opposant Undertaker à Shawn Michaels, mais critique vivement le match entre Bret Hart et Vince McMahon en le décrivant comme « horrible » et « décevant » et le match féminin qu'il désigne comme un match très peu travaillé et « bâclé ». Il décrit également le match pour le Championnat Unifié par équipe comme « solide mais peu inspiré » et le Money in the Bank comme « encombré », notamment à cause du nombre de catcheurs présents qui était supérieur à celui des années précédentes. Le journal donna au show une moyenne générale de 7 sur 10.
La section catch du site canadien Canadian Online Explorer donna au show la note de 6,5 sur 10 (soit moins que l'édition précédente qui avait obtenu 7,5), mentionnant au passage les commentaires décrits comme « horribles » de Michael Cole et Matt Striker qui, selon leurs dires, auraient coûté un point à la note globale du show. Eux aussi firent cependant l'éloge du main event (qui reçut la note de 9,5, une note excellente bien qu'inférieure au match entre Undertaker et Michaels l'année précédente, qui avait récolté la note de 10) et du match entre Edge et Jericho (qui reçut la note de 8). Le Money in the Bank est jugé bon, mais moins que l'année précédente (7, au lieu de 9 en 2009). Cependant, les matchs pour les championnats par équipes (3 sur 10), le match entre la famille Hart et Vince McMahon (3 sur 10) et le match féminin (1 sur 10) sont jugés mauvais, voire catastrophiques pour le dernier.
La 26e édition de WrestleMania a rapporté 5,8 millions de dollars grâce à la vente de billets pour un public de 72 219 personnes à l'University of Phoenix Stadium. En avril 2010, la WWE déclare que le spectacle a été suivi par 885 000 personnes en paiement à la séance. L'année précédente, 960 000 personnes avaient payé pour suivre la 25e édition de WrestleMania.

## DVD / Blu-Ray
L'événement est sorti en DVD aux États-Unis le 4 mai 2010 et Blu-Ray aux États-Unis le 3 août 2010 par WWE Home Video. En plus de l'événement principal, les versions DVD / BR possède des bonus, notamment la diffusion en totalité du WWE Hall of Fame 2010 s'étant déroulé le soir avant le spectacle, mais aussi la Bataille royale du pre-show.